# Augusto Pedro de Sousa
Augusto Pedro de Sousa (5 de noviembre de 1968) es un exfutbolista brasileño y entrenador brasileño que se desempeñaba como centrocampista.
Jugó para clubes como el Goiás, Portuguesa, Corinthians, Botafogo, Kashima Antlers y Kawasaki Frontale.

## Clubes
| País              | Club              | Año         |
| ----------------- | ----------------- | ----------- |
| Bandera de Brasil | Goiás             | 1992 - 1996 |
| Bandera de Brasil | Portuguesa        | 1997-1999   |
| Bandera de Brasil | Corinthians       | 1999-2000   |
| Bandera de Brasil | Botafogo          | 2000        |
| Bandera de Brasil | América Mineiro   | 2000        |
| Bandera de Brasil | Botafogo          | 2001        |
| Bandera de Japón  | Kashima Antlers   | 2001-2002   |
| Bandera de Japón  | Kawasaki Frontale | 2003-2005   |
| Bandera de Brasil | Brasiliense       | 2006        |
| Bandera de Brasil | Gama              | 2007        |
| Bandera de Brasil | Paranoá           | 2008        |
| Bandera de Brasil | Brasília          | 2009        |

## Entrenador
| País              | Club            | Año       |
| ----------------- | --------------- | --------- |
| Bandera de Brasil | Brasília        | 2010      |
| Bandera de Brasil | Gama            | 2012      |
| Bandera de Brasil | Sub-20 de Goiás | 2012–2015 |
| Bandera de Brasil | Sobradinho      | 2017      |
| Bandera de Brasil | Sub-20 de Goiás | 2019–2020 |
| Bandera de Brasil | Goiás           | 2020–     |